# Фатос Нано
Фатос Танас Нано (алб. Fatos Thanas Nano; нар. 16 вересня 1952, Тирана) — депутат парламенту Албанії. Він неодноразово займав посаду прем'єр-міністра Албанії й був лідером Соціалістичної партії Албанії. Має ступінь доктора економіки (Тиранський університет).

## Біографія
Народився у місті Тирана у родині євреїв-ашкеназі. В останні роки комуністичного режиму, коли президент Раміз Алія намагався проводити обережні реформи, Нано займав реформаторську позицію, став одним з лідерів Албанської партії праці, після проголошення багатопартійної системи очолив Соціалістичну партію Албанії, що представляла в основному вихідців з промислово розвиненого півдня країни. Призначений на посаду прем'єр-міністра у 1991 році, але невдовзі був змушений подати у відставку після демонстрацій протесту та страйків, оскільки, незважаючи на реформаторську позицію, сприймався як діяч непопулярного комуністичного режиму.
У 1993 році засуджений до тюремного ув'язнення за звинуваченням у корупції. Однак, невдовзі у країні прийшло розчарування правлінням Демократичної партії Албанії. У 1997 році в країні пройшли масові протести проти фінансових «пірамід», в результаті яких до влади знову прийшла Соціалістична партія Албанії. Головний політичний опонент Нано, президент Салі Беріша, був змушений подати у відставку. В результаті парламентських виборів, що відбулись того ж року, Нано був призначений на посаду прем'єр-міністра, однак вже наступного року, після вбивства лідера опозиції Азема Хайдарі, був змушений знову подати у відставку.

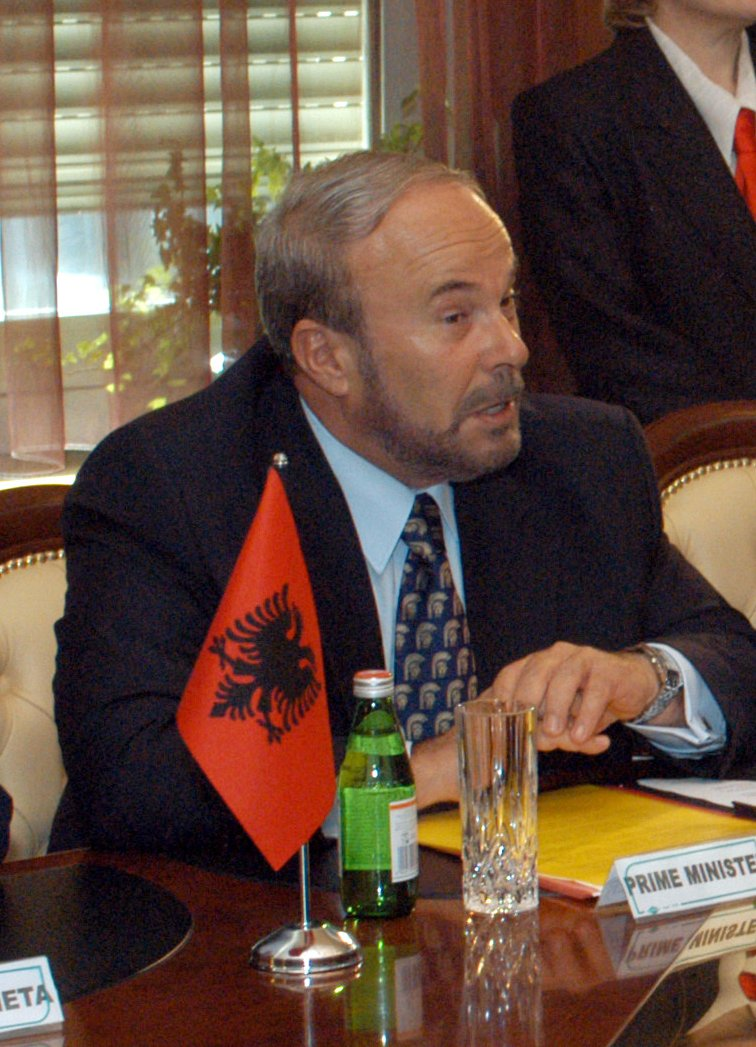
Фатос Нано в кабінеті

Втретє його було призначено на посаду прем'єр-міністра 25 липня 2002 року. У лютому 2004 року відбулись масові демонстрації, організатори яких заявляли, що Нано не зумів забезпечити достатнього зростання албанської економіки. 3 липня 2005 року Соціалістична партія Албанії втратила більшість у парламенті, Нано не зміг сформувати новий уряд. 1 вересня 2005 року Нано пішов у відставку з посади керівника партії і з посади прем'єр-міністра країни.

## Скандали
«Еспрессо» (Італія) у статті «Хрещений батько Албанії» стверджував, що Нано здійснює покровительство італійсько-албанській мафії, на що Фатос відреагував, подавши на щотижневик до суду за наклеп.